# Telenassa trimaculata
Telenassa trimaculata är en fjärilsart som beskrevs av William Chapman Hewitson 1869. Telenassa trimaculata ingår i släktet Telenassa och familjen praktfjärilar. Inga underarter finns listade i Catalogue of Life.